# Syntezator

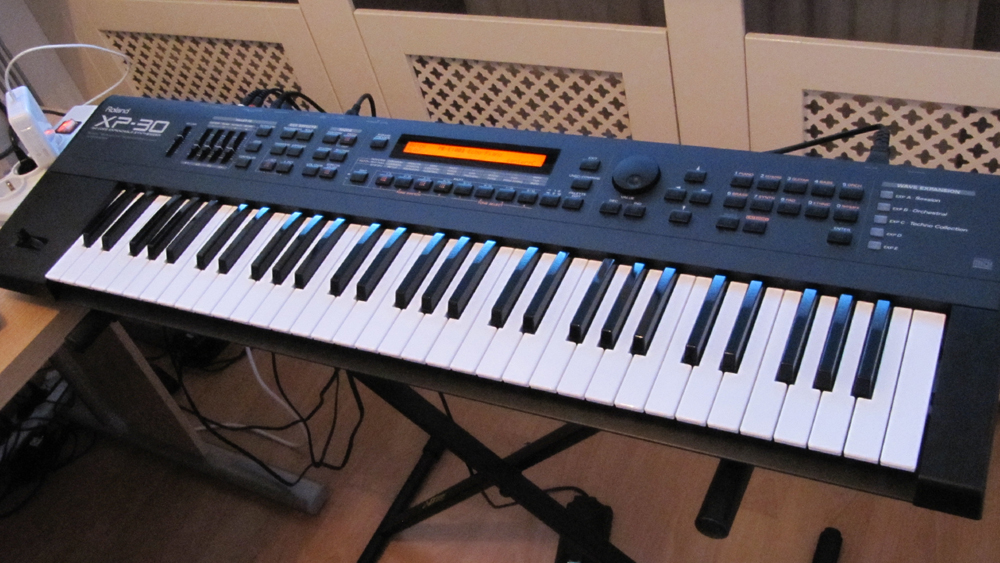
Syntezator Roland XP-30

Syntezator – instrument muzyczny z grupy elektrofonów elektronicznych, w którym dźwięk jest syntezowany w układach elektronicznych poprzez niezależne modelowanie poszczególnych aspektów dźwięku.

## Działanie i budowa
Syntezowanie dźwięku obejmuje modelowanie:
- głównej składowej częstotliwości odpowiedzialnej za wysokość dźwięku oraz zmian tej częstotliwości w czasie;
- proporcji poszczególnych składowych harmonicznych odpowiedzialnych za barwę dźwięku oraz zmian tych składowych w czasie;
- udziału składowych nieharmonicznych i losowych odpowiedzialnych za cechy bezdźwięczne i chaotyczne (stuki, świsty, szelesty, itp.);
- obwiedni dźwięku określającej charakterystykę jego dynamicznych zmian w czasie, na przykład narastania i wybrzmiewania dźwięku.

Wpływ na wyżej wymienione elementy dźwięku uzyskuje się na drodze odpowiedniego kształtowania napięcia, które potem jest wzmacniane we wzmacniaczu i zamieniane przez głośnik na odpowiadającą mu falę akustyczną. Kształtowanie napięcia może się odbywać na drodze analogowej lub cyfrowej.
W celu realizacji tych funkcji syntezator wyposażony jest w:
- generatory okresowych przebiegów podstawowych (np. przebiegu sinusoidalnego, prostokątnego, trójkątnego, piłokształtnego itp.);
- generator szumu o różnych charakterystykach (np. szum biały, szum różowy itp.);
- modulatory pozwalające na nieliniowe przekształcanie widma sygnału;
- filtry i rezonatory pozwalające na kształtowanie widma dźwięku;
- procesory efektów specjalnych (np. kamerę pogłosową);
- generatory przebiegów wolnozmiennych oraz jednorazowych (np. generatory obwiedni)
- urządzenia sterujące, np. klawiatura, joystick, sekwencer

Klawiatura syntezatora to zazwyczaj typowa klawiatura muzyczna, zaopatrzona w zestaw styków komutujących odpowiednie wartości napięcia sterującego lub impulsów cyfrowych w zależności od naciśniętych klawiszy. Klawiatura taka może być dynamiczna, to znaczy, że może reagować na sposób uderzenia klawisza, a informacja ta może być uwzględniana przy generowaniu dźwięku poprzez wpływanie na parametry syntezy (barwę, natężenie, głębokość modulacji itp.).
Podstawową cechą syntezatora, odróżniającą go od innych instrumentów elektronicznych (np. organów elektronicznych i tzw. keyboardów), jest to, że użytkownik instrumentu ma pełną możliwość kształtowania charakterystyk dźwięku. To rozróżnienie jest jednak nieostre, ponieważ istnieje wiele syntezatorów o uproszczonej konstrukcji, gdzie takie możliwości są w znacznym stopniu ograniczone.
Zastosowanie syntezatorów w muzyce ma dwa podstawowe aspekty:
1. Możliwie jak najwierniejsza imitacja znanych instrumentów akustycznych lub elektrycznych. Stosunkowo najłatwiejsza okazała się imitacja organów oraz instrumentów dętych. Większe problemy dostarczyły instrumenty strunowe szarpane i smyczkowe, także z powodu trudności kształtowania skomplikowanego widma takich sygnałów. Pierwszym, który z dużą wiernością odtworzył dźwięk gitary elektrycznej był jazzowy muzyk Jan Hammer.
2. Kreowanie brzmień nieznanych wcześniej. W tym zakresie istniała duża dowolność i każdy instrumentalista starał się stworzyć swoje własne unikalne brzmienia.

## Historia syntezatora
W 1949 r. ukazała się praca A Mathematical Theory of Music (pol. Matematyczna teoria muzyki). Podawała ona matematyczny model oraz algorytm kompozycji muzycznej. Praca ta zainspirowała dwóch inżynierów elektroników pracujących w RCA Princeton Laboratories – Harry'ego Olsona i Herberta Belara – do stworzenia maszyny generującej muzykę popularną. W ich zamyśle miało to być połączenie komputerowego kompozytora z elektronicznym instrumentem. Próba stworzenia elektronicznego kompozytora zakończyła się porażką z dwóch powodów. Po pierwsze, moc obliczeniowa zastosowanego komputera była zbyt mała, by algorytm dał zadowalające wyniki. Po drugie, jak się potem okazało, sama teoria generowania muzyki była błędna. Cześć instrumentalna projektu okazała się jednak sukcesem. W ten sposób powstał pierwszy syntezator.
Było to urządzenie lampowe, jednak mające już wszystkie cechy syntezatora. Dwa opracowane modele, MkI i MkII, zawierały odpowiednio 12 i 24 oscylatory. Kod dźwięku zapisany był na taśmie perforowanej i wprowadzany do urządzenia przez czytnik o unikalnej konstrukcji. Urządzenie wytwarzało dźwięk, który po wzmocnieniu był odtwarzany przez głośnik lub nagrywany na plastikową płytę. Syntezator MkII został wykorzystany w produkcji muzycznej przez kompozytorów skupionych wokół Columbia Princeton Electronic Music Centre.
W 1959 r. w Niemczech został stworzony system podobny do syntezatora RCA. Wykonała go firma Siemens, a pracowali nad nim inżynierowie Helmut Klein i W. Schaff. Instrument był stworzony z myślą o produkcji ścieżek dźwiękowych do filmów reklamujących wyroby Siemensa. Studio Muzyki Elektronicznej Siemensa lub krótko – Syntezator Siemensa był syntezatorem lampowym opartym na 20 oscylatorach lampowych. Program, podobnie jak w syntezatorze RCA, wczytywany był z papierowej taśmy perforowanej. Zakres syntezatora obejmował osiem oktaw. Syntezator był wykorzystywany także przez wielu europejskich kompozytorów muzyki eksperymentalnej, m.in. Mauricio Kagel, Bengt Hambraeus, Miko Kelemen, Josef Riedl.
Historia syntezatora, jako komercyjnego, w pełni funkcjonalnego i ogólnie dostępnego instrumentu zaczyna się w 1963 roku W tym roku elektronik, konstruktor tranzystorowej wersji thereminu Robert Moog, zaprezentował na zjeździe Audio Engineering Society swój pierwszy syntezator zaprojektowany przy współpracy z kompozytorem Herbertem Deutschem i Walterem Carlosem. Syntezator popularnie zwany Moogiem, zdobył natychmiastową popularność. Po sukcesie albumu Carlosa Switched on Bach, nagranym w całości przy użyciu Mooga, posypały się zamówienia, głównie ze strony muzyków awangardowych i rockowych. Jeden z egzemplarzy został sprzedany grupie The Beatles i został wykorzystany w kilku utworach na albumie Abbey Road. W 1967 bardzo rozbudowaną wersję syntezatora zakupił zespół The Rolling Stones. Instrument ten, nigdy nie wykorzystany w produkcji muzycznej, został odsprzedany elektronicznej grupie Tangerine Dream. Pierwszym z polskich muzyków używających syntezator Mooga był Czesław Niemen.

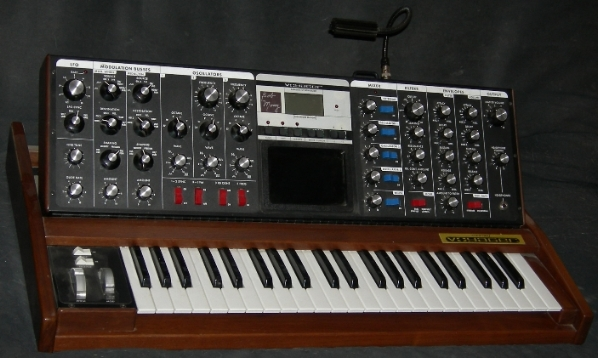
Syntezator Minimoog Voyager

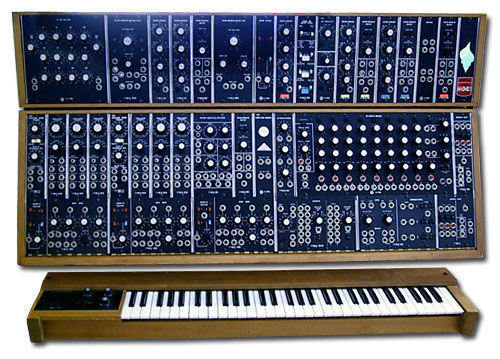
Modularny syntezator Moog 55 (1974)

Syntezator Mooga był monofonicznym instrumentem o modularnej budowie. Mógł być rozbudowywany przez dołączanie kolejnych modułów. Wyposażony był w klawiaturę, co pozwalało na używanie go na koncertach, a nie tylko, jak wcześniejsze syntezatory, do pracy studyjnej. Sam Robert Moog rozbudowywał swój syntezator tworząc kilka modeli, w tym polifoniczny Polymoog i zminiaturyzowany Minimoog. Znanymi polskimi muzykami, którzy korzystali z syntezatorów firmy Moog, są: Józef Skrzek, Marek Biliński i Bogdan Gajkowski, czyli Kapitan Nemo.
Firma Roberta Mooga nie przetrwała na rynku nawet dziesięciu lat, a jej produkty zostały wyparte przez tańsze i doskonalsze instrumenty produkowane przez duże firmy elektroniczne, takie jak Roland Corp., ARP Instruments, Yamaha i inne. Mimo tego nazwa Moog na stałe związana została z muzyką elektroniczną. Nawet współcześnie, gdy dominują cyfrowe syntezatory, wielu muzyków ciągle używa starych instrumentów wyprodukowanych przez Roberta Mooga. Klaus Schulze i Pete Namlook nagrali cykl albumów Dark Side of the Moog używając wyłącznie syntezatorów Mooga. Rick Wakeman w czasie trasy koncertowej grupy Yes The Full Circle w latach 2002/2003 w swym rozbudowanym instrumentarium miał wysłużony syntezator Minimoog.
W latach 1963 i 1964 pojawiły się na rynku dwa inne produkty o podobnych charakterystykach jak Moog. Był to syntezator Buchla skonstruowany przez Donalda Buchlę oraz pierwszy przenośny syntezator Synket skonstruowany przez Paula Ketoffa. Choć oba weszły do praktyki muzycznej, żaden z nich nie cieszył się taką sławą jak Moog.
Wczesne syntezatory były monofoniczne, lecz szybkie postępy w miniaturyzacji układów elektronicznych oraz rozwój układów scalonych pozwoliły na miniaturyzację instrumentów oraz osiągnięcie polifonii. Pierwszymi polifonicznymi syntezatorami były Polymoog i Oberheim 4 Voice. Wkrótce powstały syntezatory ściśle polifoniczne, nie posiadające ograniczenia w liczbie głosów.
W początku lat 70. XX w. produkcją syntezatorów zajmowało się kilkanaście firm oferujących szeroką gamę instrumentów o różnorakich charakterystykach:
- ARP Instruments – używany przez: Tony'ego Banksa, Herbiego Hancocka, Joe Zawinula, Depeche Mode, Alphaville, Jeana Michela Jarre’a;
- Akai – używany przez Grzegorza Ciechowskiego;
- Electronic Music Studios (Synthi) – używany przez: Pink Floyd, Hawkwind, Roxy Music;
- E-mu;
- Fairlight – używany przez: Jana Hammera, Petera Gabriela, Jeana Michela Jarre’a, Mike’a Oldfielda;
- Korg – używany przez: Bradleya Josepha, Janne’a Warmena;
- Moog Music – używany przez: Yes, Emerson, Lake and Palmer, Tony'ego Banksa, Nine Inch Nails;
- Novation – używany przez: Keitha Emersona, Jaya Metarria, Ricka Wakemana;
- Oberheim – wykorzystany m.in. przez Jeana Michela Jarre’a, Vangelisa, Mike’a Oldfielda;
- Roland Corporation – wykorzystany przez m.in.: Bradleya Josepha, Mike’a Oldfielda;
- Sequential Circuits – używane przez: Eurythmics, Gary’ego Numana, Depeche Mode, Duran Duran, Sławomira Łosowskiego, Dietera Bohlena (Modern Talking);
- New England Digital (Synclavier) – używany przez Steviego Wondera;
- Yamaha – używany przez: Steve’a Reicha, Supertramp, Tony’ego Banksa, Kraftwerk, Briana Eno, Deep Purple, Jaya Metarri, U2, Vangelisa, Enya, Stratovarius.

W pierwszej połowie lat siedemdziesiątych syntezator stał się wiodącym instrumentem w muzyce rockowej na równi z gitarą, a często ją wyprzedzając. Instrumentaliści, „klawiszowcy” jak się ich zaczęło nazywać, otaczali się coraz większą liczbą instrumentów będących ze swej natury sporych rozmiarów. W ten sposób powstawały tzw. „ściany” (ang. wall of synthesizers) wokół muzyka, który znajdował się jakby w gnieździe, otoczony kilkoma lub nawet kilkunastoma klawiaturami. Stawało się to coraz mniej praktyczne, dlatego nastąpiła konieczność standaryzacji instrumentów, tak by mogły być sterowane z uniwersalnej klawiatury. W taki sposób powstał standardowy interfejs MIDI.
Już w 1971 powstał pierwszy syntezator cyfrowy Con Brio ADS (Advanced Digital Synthesizer). Był on wyjątkowo drogi i został wykorzystany przy produkcji efektów dźwiękowych w telewizyjnym programie Sci-Fi Star Trek. W 1973 powstał hybrydowy analogowo-cyfrowy Maplin Synthesiser. Pierwszym, w pełni dostępnym, prawdziwym syntezatorem cyfrowym opartym na mikroprocesorze był Synclavier wyposażony w klawiaturę, klawiaturę komputerową i twardy dysk.
Syntezatory cyfrowe początkowo zostały przyjęte nieufnie przez muzyków, wkrótce zdominowały jednak rynek. Okazały się równie elastyczne w możliwościach kształtowania dźwięku, jak ich analogowe odpowiedniki. Oprócz tego instrumenty były wyposażone w banki brzmień imitujących instrumenty akustyczne oraz dźwięków syntezatorowych.
Z biegiem czasu syntezatory cyfrowe stawały się znacznie mniejsze, a wkrótce i tańsze. W latach osiemdziesiątych stały się tańsze i bardziej dostępne dla ogółu. Wkrótce wiele zespołów rockowych i popowych wyposażonych było już w cyfrowy syntezator. Obecnie instrumenty elektroniczne wyposażone w dynamiczną klawiaturę, bank brzmień i wiele gadżetów kosztują ok. 500 dolarów.